# Linea Keihan Ōtō
La  Linea Ōtō (京阪鴨東線?, Keihan Ōtō-sen) è una breve prosecuzione verso nord della linea principale Keihan delle Ferrovie Keihan che collega le stazioni di Sanjō e Demachiyanagi all'interno della città di Kyoto. La linea è stata aperta nel 1989 al posto della tranvia che correva in loco, e passa in sotterraneo sul lato est del fiume Kamo.

## Stazioni e servizi
Tutti i treni provengono e proseguono dalla Linea principale Keihan, mentre alcuni espressi non fermano nella stazione di Jingū Marutamachi.
| Nome stazione     | Nome giapponese | Distanza interstazione | Distanza totale | Collegamenti                                                   | Posizione      |
| ----------------- | --------------- | ---------------------- | --------------- | -------------------------------------------------------------- | -------------- |
| Sanjō             | 三条            | -                      | 0.0             | Metropolitana di Kyōto: Linea Tōzai (Stazione di Sanjō Keihan) | Higashiyama-ku |
| Jingū-Marutamachi | 神宮丸太町      | 1.0                    | 1.0             |                                                                | Sakyō-ku       |
| Demachiyanagi     | 出町柳          | 1.3                    | 2.3             | Ferrovie Eizan: Linea principale Eizan                         | Sakyō-ku       |